# Talk (песня)
«Talk» (рус. Разговор) — третий сингл британской группы Coldplay с их третьего студийного альбома X&Y. Вышел 19 декабря 2005 года. Песня занимала десятую строчку в британском национальном сингл-чарте, 86-ю в американском Billboard Hot 100, была лидером голландского сингл-чарта.
Несмотря на то, что два предыдущих сингла с этого альбома были более успешными, «Talk» остаётся одним из самых значительных хитов группы.

## О сингле

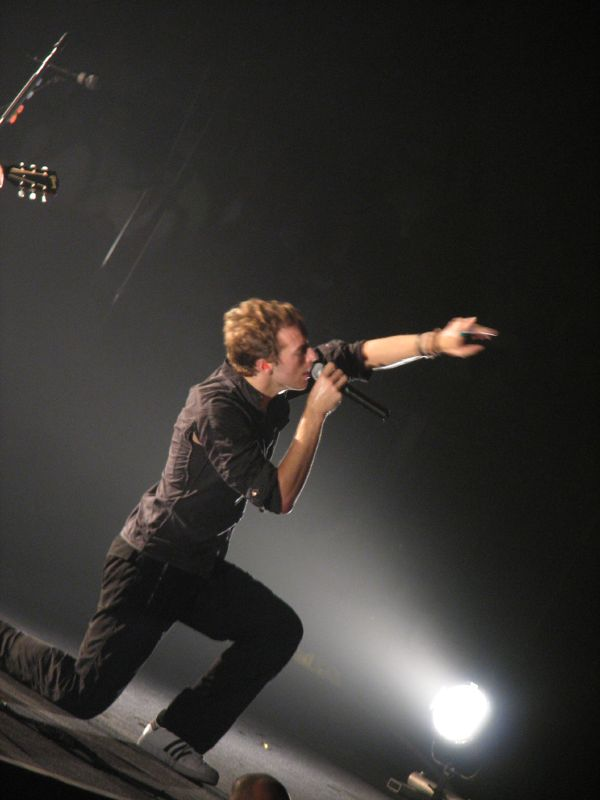
Крис Мартин во время исполнения «Talk», 2006 год

Группа получила разрешение от немецкой электронной группы Kraftwerk на использование основного риффа песни «Computer Love» (нем. Computerliebe) из их альбома 1981 года Computerwelt (рус. Компьютерный мир), заменив при этом синтезатор гитарой.
Во время записи песни у группы возникали трудности со сведением, и они были настроены скептически в отношении перспективы добавления её в альбом, тем более что на лейбл уже отправлялись пробные версии альбома без этого трека. Однако, когда песня всё-таки была должным образом сведена, она попала в трек-лист альбома.
Было записано три версии песни. На X&Y попала более ранняя, а самая новая версия с другим текстом просочилась в интернет в начале 2005 года. Изначально этот трек задумывался как би-сайд к синглу «Speed of Sound», но затем был включен в окончательный трек-лист альбома.
Песня получила положительные отзывы от критиков. Отмечались хорошее звучание музыки и запоминающиеся стихи. На премию «Грэмми» 2007 года были номинированы оригинальная версия песни и ремикс Стюарта Прайса, более известного как Thin White Duke. Ремикс-версия взяла награду в номинации «Лучший неклассический ремикс».
Сторону «Б» занимают песни «Gravity» (релиз 7") и «Sleeping Sun» (CD-сингл). «Gravity» была написана группой для альбома 2004 года Out of Nothing британской группы Embrace, и была перезаписана с целью включения в трек-лист сингла.

## Музыкальное видео
Видеоклип на «Talk» снял режиссёр Антон Корбейн. Съёмки клипа проводились 5 и 6 ноября 2005 года на Ealing Studios, накануне одного из концертов в рамках концертного тура в поддержку альбома X&Y. Чёрно-белый клип навевает ассоциации с научно-фантастическим малобюджетным фильмом, в котором присутствуют такие предметы и объекты, как летающая тарелка, робот, 3D-очки. По сюжету клипа участники группы в роли астронавтов прибывают на чужую планету, где пытаются реактивировать спящего робота. Им это удаётся, но при попытке улететь с планеты робот притягивает их летающую тарелку и ест её вместе с экипажем.

## Списки композиций
Слова и музыка всех песен — написаны участниками группы Coldplay.
| №  | Название            | Длительность |
| -- | ------------------- | ------------ |
| 1. | «Talk» (Radio Edit) | 4:29         |
| 2. | «Gravity»           | 6:12         |

| №  | Название            | Длительность |
| -- | ------------------- | ------------ |
| 1. | «Talk» (Radio Edit) | 4:29         |
| 2. | «Sleeping Sun»      | 3:09         |

| №  | Название                                                    | Длительность |
| -- | ----------------------------------------------------------- | ------------ |
| 1. | «Talk» (Radio Edit)                                         | 4:28         |
| 2. | «Gravity»                                                   | 6:17         |
| 3. | «Talk» (видеоклип)                                          | 4:59         |
| 4. | «Speed of Sound» (видеоклип)                                | 4:29         |
| 5. | «Talk» (короткий документальный фильм о съёмках видеоклипа) | 2:00         |

## Чарты
| Чарт (2005—06)                      | Позиция |
| ----------------------------------- | ------- |
| Австралия (ARIA)                    | 20      |
| Австрия (Ö3 Austria Top 40)         | 24      |
| Бельгия/Фландрия (Ultratop 50)      | 16      |
| Бельгия/Валлония (Ultratop 50)      | 21      |
| IFPI                                | 38      |
| Дания (Tracklisten)                 | 14      |
| Финляндия (Suomen virallinen lista) | 18      |
| Франция (SNEP)                      | 34      |
| Германия (GfK)                      | 29      |
| Ирландия (IRMA)                     | 18      |
| Italy (FIMI)                        | 25      |
| Нидерланды (Dutch Top 40)           | 1       |
| Новая Зеландия (Recorded Music NZ)  | 20      |
| Polish Singles Chart                | 1       |
| Испания (PROMUSICAE)                | 8       |
| Швеция (Sverigetopplistan)          | 56      |
| Швейцария (Schweizer Hitparade)     | 28      |
| Великобритания (OCC UK Singles)     | 10      |
| Billboard Hot 100                   | 86      |
| Billboard Alternative Songs         | 5       |
| Billboard Adult Pop Songs           | 10      |
| Billboard Hot Dance Club Songs      | 1       |